# Sriwulan (Sayung)
Sriwulan is een bestuurslaag in het regentschap Demak van de provincie Midden-Java, Indonesië. Sriwulan telt 12.412 inwoners (volkstelling 2010).